# 紹洛霍韋
47°41′58″N 34°1′46″E / 47.69944°N 34.02944°E
紹洛霍韋（烏克蘭語：Шолохове），是烏克蘭中部的村莊，隸屬第聶伯羅彼得羅夫斯克州的尼科波爾區。該村處於巴扎夫盧克河和索洛納河畔，海拔高度31米，2001年人口3,230。